# دم‌پارویی تاج‌آبی
دم‌پارویی تاج‌آبی(نام علمی: Prioniturus discurus) نام یک گونه از سرده دم‌پارویی است.